# Ukrajinská katolická eparchie sv. Mikuláše v Chicagu
Ukrajinská katolická eparchie sv. Mikuláše v Chicagu ((latinsky) Eparchia Sancti Nicolai Chicagiensis Ucrainorum, (ukrajinsky) Чиказька єпархія святого Миколая Української греко-католицької церкви) je eparchií Ukrajinské řeckokatolické církve se sídlem v Chicagu, kde se nachází katedrála sv. Mikuláše. Pod její jurisdikci spadají ukrajinští řeckokatolíci na západě Spojených států. Je sufragánní vůči filadelfské archieparchii. 

## Historie
V roce 1961 byla z Ukrajinské katolické archieparchie filadelfské vyčleněna eparchie v Chicagu. 